# COOL JAPAN〜発掘!かっこいいニッポン〜
『COOL JAPAN〜発掘!かっこいいニッポン〜』（クールジャパンはっくつ!かっこいいニッポン）は、NHK衛星放送テレビジョンで放送されているバラエティ番組であり、外国人の感性をフルに生かしてクールな日本の文化を発掘し、その魅力と秘密を探ろうという番組。
世界各地出身の外国人たちにスタジオで出演してもらい、さまざまなコメントをしてもらう。
いくつかパターンがあるが、基本パターンのひとつは、日本のクールなものを紹介するVTRを事前制作したものをスタジオで流し、その後、スタジオで外国人たちがCOOL / NOT COOLのどちらか判定し、コメント・討論などをしあい、一段落したら「ご意見番」と位置づけられた知識人・学者がその視点で解説するパターンで、4つ前後の具体例について紹介・討論した後、当日紹介されたクールなものの中で一番クールなもの「ベスト・オブ・クール」を司会者（鴻上）が独断で決める、というパターンである。→#番組のスタイル
討論するうちに、外国人から見た日本の魅力や、日本人の多くがむしろ見逃してしまっている日本の魅力の数々が浮かび上がる。と同時に、日本人が当たり前だと思っていることがしばしば世界では、良い意味で当たり前ではないということや、逆に非常識になってしまっている場合も浮かび上がる。基本は日本の文化のクールな面を肯定的に発掘する番組だが、反対に日本の文化がむしろ相対的に劣り嫌われている面があることが浮かび上がる回もある。テーマによっては、ひとつひとつの国でかなり異なったバラバラのやりかたをしている実態がスタジオで収録中に浮かび上がり、かなりの混乱状態になり、参加者らが互いの文化が違っていること《文化の多様性》に驚きあう、という結果になる回もある。
言語的には、出演外国人たちは多くは英語を主にして補助的に日本語で、司会（鴻上）は日本語を主にして補助的に英語で、ご意見番は日本語のみでコメントする。（すべてではないが大部分は）日本語で話している間は英語で字幕を、英語で話している間は日本語で字幕を表示することで、英語しか話せない人が視聴した場合でも日本語しか話せない人が視聴した場合でもそれなりに楽しめるように構成されている。
基本的には司会2人、ご意見番1人、外国人8人程度で進行する。
放送回によっては、数十名の外国人を一挙にスタジオに集結させて、表裏色違いのボードを用いて　COOL / NOT COOLのどちらと思うか、各人に意見表明・投票をさせて番組を進行させることもある。
2006年4月5日に放送を始め、当初はBShiとBS2で放送していたが、2011年4月9日からBS1で放送している。2007年4月からNHKワールド、2018年よりBS4Kでも放送。

## 放送時間
BShi
2011年3月まで
- 毎週水曜 19:00〜19:44
- 毎週金曜 0:00〜0:44
- 毎週月曜 8:00〜8:44（『街道てくてく旅』放送期間中は8:15〜8:59）

BS1
2012年3月まで
- 毎週土曜 18:00〜18:44
- 毎週日曜 5:00〜5:44
- 毎週土曜 12:00〜12:44

2011年度までは、NHKワールドTVと同じ内容が放送されていた。ただしテロップ表示は通常の国内放送と同じ。英語主音声・日本語副音声の2か国語放送で、デジタル放送はステレオ2音声となっていた。
2012年10月まで
- 毎週日曜 23:00〜23:44
- 毎週土曜 18:00〜18:44
- 毎週日曜 8:00〜8:44

2012年度の放送から日本語音声に対して英語字幕がつくようになった。また、字幕放送や解説放送を実施する。
2012年11月から
- 毎週日曜 23:00〜23:44
- 毎週土曜 18:00〜18:44

2013年4月から
- 毎週日曜 18:00〜18:44
- 毎週木曜 14:00〜14:44

2014年4月から
- 毎週日曜 18:00〜18:44
- 毎週月曜 22:00〜22:44

2015年4月から
- 毎週日曜 18:00〜18:44
- 毎週月曜 21:00〜21:44

2015年10月から
- 毎週日曜 18:00〜18:44
- 毎週火曜 2:00〜2:44

2016年4月から
- 毎週日曜 18:00〜18:44
- 毎週日曜 12:00〜12:44

2016年11月から
- 毎週日曜 18:00〜18:44
- 毎週水曜 18:00〜18:44

2017年4月から
- 毎週日曜 18:00〜18:44
- 毎週日曜 12:00〜12:44

2020年10月から
- 毎週日曜 18:00〜18:44
- 毎週火曜 21:00〜21:44

2021年4月から
- 毎週日曜 18:00〜18:44
- 毎週月曜 17:00〜17:44

2021年11月から
- 毎週日曜 18:00〜18:44
- 毎週月曜 17:00〜17:44
- 毎週土曜 7:00〜7:44

BS
2023年12月から
- 毎週日曜 16:45〜17:29

2024年4月から不定期放送
NHKワールド・プレミアム
2015年3月まで
- 毎週木曜 0:47〜1:31（JST）
- 毎週木曜 15:15〜15:59（JST）（再放送）

2015年4月から
- 毎週月曜 15:10〜15:54（JST）

2016年4月から
- 毎週月曜 15:00〜15:44（JST）

※NHKワールドTVでも2007年4月から英語主音声・日本語副音声の2か国語放送で毎週月曜16:00〜16:44に放送され、2012年度以降は完全英語音声吹き替えでの放送となっている。なお、他の放送波と異なり、日本語字幕は一部を除き表示されていない。

## 出演者
司会
- 鴻上尚史
- リサ・ステッグマイヤー
- 関根麻里（2021年11月14日〜、リサの代理。2022年1月1日より新MC）
- 鹿島綾乃（2011年10〜12月ごろ、リサの産休の代理）
- 魚住りえ（2013年1月27日、2月3日、リサの代理）
- 西田ひかる（2013年7〜9月ごろ 、リサの産休の代理）
- 田中ウルヴェ京（2021年10月31日、リサの代理）

2012年12月23日、2013年1月20日はリサが欠席し代役も置かず鴻上のみで進行。
ご意見番
- 佐藤博康
- 小林康夫
- 中村伊知哉
- 冷泉彰彦
- 荒俣宏（他のご意見番の出演がほぼ順繰りであるのに対して、番組開始2年ほどは出演頻度は非常に低かったが、2008年ごろより他の出演者と同じペースで出演するようになった）
- 黛まどか（2016年6月19日から）
- 高井典子（2017年9月17日から）
- マーティ・フリードマン（歌の回のみ）

ナレーター
- 中井和哉
- レイチェル・ワルザー
- 阿部陽子（2007年度まで）
- 岩槻里子（2008年度から）
- 柘植恵水（2011年度から）
- 日髙のり子（2012年度から）

出演外国人
基本的に英語だが、ごく稀に日本語の人もいる。
日本に住んで働いている人から留学生までさまざまな個性豊かな外国人が出演している。県に行った場合にはその県に住んでいる外国人が出演することもあり、スポーツなどの場合はスポーツ選手が出る場合もある。
- - 中国 - シュエ、ルイ、ボーウェン、レン、シン、カイリン、ヤン、カイ、ハオナン、イ、ギ、ジョンル、タン、ジンジエ、シエ、テンイェ
  - 韓国 - ジュン、ユンジン、サンイ、ドンヒョン、ヤンウ、キム、チョン、ジュー
  - モンゴル - ハリオン
  - タイ - トーハタイ、サスィウィモン、ジャックティップ、スマナ、パーファン、ドゥンヤウィット、シニパー、チャンワティー
  - フィリピン - モニカ、ミジェル、メリアム、アティーナ、ミゲル、マイケル
  - インドネシア - ウィリー、グランディ、ヨザ、ハナ、ナディラ、リズコ
  - ミャンマー - シュエイー、サンダー
  - マレーシア - アウニ
  - シンガポール - アバン、マンキット、レンレン、ベン
  - ベトナム - レン、リン、ズォン
  - ブータン - ツェリン
  - インド - スレッシュ、ムリナル、モハン、カビタ、ロヒート、ロケシュ、ソニヤ
  - ネパール - マルラ、ヌータン
  - バングラデシュ - サデクア
  - サウジアラビア - ハサン、マジディ、アブドゥラフマン
  - レバノン - ヌール、ナイラ
  - イスラエル - アナト、リアト
  - カザフスタン - マディーナ
  - ウズベキスタン - パルヴィナ(パルビナ)
  - シリア - アルソリマン
  - ロシア - ユラ、ロマン、オクサナ、アシヤ、エカテリーナ、アレクサンダー、エカテリナ
  - ウクライナ - オルガ、アンナ
  - スウェーデン - ヨハンナ、ベター、クリストファー
  - ノルウェー - オレ、ベテレ、ヴィベケ、カトー、マグヌス
  - アイルランド - ピーター、ケイティ、リンダ
  - ブルガリア - イリーナ
  - デンマーク - アンネ
  - アメリカ - ピーター、ケリー、ディビッド、ジョセフィーン、ライアン、クリスタル、ミーシャ、ヘザー、ザック、エミリー、アンドリュー、ホリー、アンジェラ、トレバー、ジェフ、ジャスティン、エリック、クリス、アンナ、エイミー、デーリン、ショーン、マーカス、アリッサ、クーパー、クリストファー、ケイトリン、ジェイムズ、エリザベス、ジェフ、ポール、フランシス、セシリア、マット
  - カナダ - アンドリュー、マイケル、ルカ、ジェフリー、ビンセント、パトリック、カイ、セラ、タイラ
  - イギリス - クリスティアン、リサ、エディ、ナンシー、ポール、ジェイムズ、サラ、クリストファー、ジョン、サイモン、リア、ジョージ、ドリアン、ナンシー、リッキー=リー、デイン、エマ、ジェシカ、アンドリュー、トーマス、ランス、イザベル
  - オーストラリア - アンソニー、ジニー、クレイグ、ダリル、ジェイン、アンドリュー、アレクサンダー、ニコール、エミリー、アレックス、ジョー
  - ニュージーランド - アーロン、タイロン、セーラ、ショーン
  - スイス - ナタリー、マルティーナ
  - フランス - リザ、ニコラ、サンドリン、ジョスラン、ヴィンセント、アドリエン、ヴィルジニー、ステファニー、ヴァンソン、ルズ、ミレイ、フォスティン、ロレーヌ、エステル
  - イタリア - フラビオ、イラリア、マテオ、アレッサンドロ、サラ
  - スペイン - アントニオ、ラケル、イヴァン
  - ドイツ - アンナ、ハイケ、アンドレアス、ミヒャエル、グナ、カロリン
  - ハンガリー - リヴィア、アンドレア
  - オランダ - アルネ、シルヴィ
  - ベルギー - フィリップ
  - キューバ - メリーサ
  - コスタリカ - イアン
  - ポーランド - アガタ
  - スロバキア - ピーター
  - マケドニア - アンドリヤナ
  - ギリシャ - ディミトリス、フォティス
  - トルコ - ムゲ
  - ジョージア - ツィスマリ
  - メキシコ - カルロス、イライス、ソフィア、オスカー、ルズ
  - グアテマラ - サンティアゴ
  - エル・サルバドル - グレゴリー
  - ブラジル - ユーリ、ジョアオ、ジョアン、マリリア、ハファエレ、ビクトル、マーセル、モニーク、ザレ
  - コロンビア - ナタリー、アレックス
  - チリ - ホルヘ、ダニエラ
  - アルゼンチン - マーラ
  - ベネズエラ - カイル、ロベルト、エルビス
  - コロンビア - ブリアナ、ナタリー
  - ペルー - ミルタ、ジェニー、ミラグロス
  - ジャマイカ - リキーシャ
  - カメルーン - ダリーン
  - ケニア - ジャッキー、ウィリングトン
  - 南アフリカ - フランキー、ハムザ、ミーナ、アレクサンドラ
  - ナイジェリア - クリスチャン
  - タンザニア - サワディ、ジリアン
  - コンゴ民主共和国 - パトリック
  - マラウイ - スティーブン
  - モロッコ - アブデルジャリル
  - スーダン - オマル
  - アルジェリア - アニス
  - ウガンダ - クリスティーン、ジェイコブ、ルターヤ
  - アンゴラ - ジェシー
  - バルバドス - リア

## 番組のスタイル
司会2人にご意見番1人、そして来日間もない各国の外国人（通常8人、少ないと6人）で進行される（ただし、来日間もないわけでもない人がいる場合もある）。オープニングナレーションで、スタジオに招いた外国人の紹介をするときには「来日1年以内」と言っていたが、常連外国人がその条件を外れてしまったので、ほどなくナレーションは「来日間もない」という表現に変えられている。
VTRで日本独自のアイテムや風習［スタイル］を紹介して、スタジオに集まった外国人に「COOL? or NOT COOL?」と司会が尋ね、彼らの回答に対してなぜそう思ったかの理由を探っていく。大抵の外国人は友好的な雰囲気でCOOLと判定するが、一人はヒール役（天の邪鬼）なポジションで日本スタイルをほとんど認めず、スタジオの議論を白熱させるという演出がなされているようである。すでに住んでしまっている外国でわざわざ事を荒立てるような発言をするのは、どこの国の人でもどこの国に住んでいる場合でもそれなりに躊躇があるものだが、それでは面白くないからと議論を白熱するような誘いをかけていると鴻上自身が述べている。
番組後編で「町のラフカディオ」というコーナーが時折放送されている。テーマに沿った日本スタイルの達人とも言える、長年日本に住む外国人を紹介する。このコーナーは2008年頃より長く休止されていたが、2010年秋以降は時折ではあるが復活して放送されている。
司会の鴻上が率先して日本文化をプレゼンする「これ クールじゃない」というコーナーがあるが、放送される時には鴻上本人が久しぶりと苦笑するほど放送回数は少ない。なお現在このコーナーも完全に休止されている。
上記に代わり、最近ではアイテムや風習の背景まで掘り下げていく演出がなされるようになっている。たとえば2010年8月7日の「飲み物 - Drinks」（ここではアルコール以外のソフトドリンク）では、大手スーパー売り場に並ぶ缶コーヒーやお茶、特定保健食品飲料を映し、その中で缶入り緑茶にスポットを当て、出演外国人の一人が伊藤園を訪問し、缶入り緑茶開発の背景を描いた再現ビデオや、郡上市（郡上八幡）の水舟の生活への利用と、山中の水源まで足を運んだりするなどしている。いずれも外国（主要先進国）には例がほとんどないものである。
テレビ番組では改編期や年末・年始、祝日・連休などの特別な日の放送として、総集編という体裁での再放送を放送することがあるが、この番組はそれらとはあまり関係のない日にもそれらを流すことも多々ある。2006年春から始まり、100回を迎えたのは3年半後の2009年秋。3年半（180週ほど）あって100回なので、いかに再放送が多いか察せられる。4年間で本放送は112回で、2009年度では27回であった。同局の番宣番組で司会者がそれらの回は視聴者の人気が高かったと述べているので、視聴者のリクエストで通常放送の時間帯でも構わず再放送への差し替えを行っていると見受けられる。

## ベスト・オブ・クール
通常放送では、番組の最後にその日紹介したものから、鴻上が「ベスト・オブ・クール」を選ぶ。114回目の『草食男子』では新しいライフスタイルの紹介だけにクールアイテムの選定を行わなかった。他にも「夫婦」「友達」「やまとなでしこ」などのアンケートを中心にした回や「弔う」「プライバシー」などベストオブクールを選ばない回がたまにある。また、2011年末からはエンディングで取り上げたもの全体がクールかどうか判定し、ベストオブクールを選ばない場合がある。2017年までは毎年新年度の第1回に総集編として、前年度のベストオブクールから最もクールなものを「クール・オブ・クール」として表彰する。
| 年度   | クールオブクール   |
| ------ | ------------------ |
| 2007年 | 宅配便             |
| 2008年 | ICカード乗車券     |
| 2009年 | ロボットスーツ     |
| 2010年 | 電子オルガン       |
| 2011年 | アニメの背景画     |
| 2012年 | 町工場の職人       |
| 2013年 | 鳶職人             |
| 2014年 | 自動ひび卵検査装置 |
| 2015年 | 脳神経外科用ハサミ |
| 2016年 | 妻籠宿の街並み     |

| 記念回    | ベストオブクール |
| --------- | ---------------- |
| 1周年記念 | 温水洗浄便座     |
| 100回記念 | 温水洗浄便座     |
| 300回記念 | 100円ショップ    |